# Les Aventures de Panda
 (mars 2023).
La mise en forme du texte ne suit pas les recommandations de Wikipédia : il faut le « wikifier ».
Les points d'amélioration suivants sont les cas les plus fréquents. Le détail des points à revoir est peut-être précisé sur la page de discussion.
- Les titres sont pré-formatés par le logiciel. Ils ne sont ni en capitales, ni en gras.
- Le texte ne doit pas être écrit en capitales (les noms de famille non plus), ni en gras, ni en italique, ni en « petit »…
- Le gras n'est utilisé que pour surligner le titre de l'article dans l'introduction, une seule fois.
- L'italique est rarement utilisé : mots en langue étrangère, titres d'œuvres, noms de bateaux, etc.
- Les citations ne sont pas en italique mais en corps de texte normal. Elles sont entourées par des guillemets français : « et ».
- Les listes à puces sont à éviter, des paragraphes rédigés étant largement préférés. Les tableaux sont à réserver à la présentation de données structurées (résultats, etc.).
- Les appels de note de bas de page (petits chiffres en exposant, introduits par l'outil «  Source ») sont à placer entre la fin de phrase et le point final[comme ça].
- Les liens internes (vers d'autres articles de Wikipédia) sont à choisir avec parcimonie. Créez des liens vers des articles approfondissant le sujet. Les termes génériques sans rapport avec le sujet sont à éviter, ainsi que les répétitions de liens vers un même terme.
- Les liens externes sont à placer uniquement dans une section « Liens externes », à la fin de l'article. Ces liens sont à choisir avec parcimonie suivant les règles définies. Si un lien sert de source à l'article, son insertion dans le texte est à faire par les notes de bas de page.
- La présentation des références doit suivre les conventions bibliographiques. Il est recommandé d'utiliser les modèles {{Ouvrage}}, {{Chapitre}}, {{Article}}, {{Lien web}} et/ou {{Bibliographie}}. Le mode d'édition visuel peut mettre en forme automatiquement les références.
- Insérer une infobox (cadre d'informations à droite) n'est pas obligatoire pour parachever la mise en page.

Pour une aide détaillée, merci de consulter Aide:Wikification.
Si vous pensez que ces points ont été résolus, vous pouvez retirer ce bandeau et améliorer la mise en forme d'un autre article.
Les Aventures de Panda (The Panda's Great Adventure, Panda no daibôken, パンダの大冒険) est un film d'animation japonais réalisé en 1973 par Yūgo Serikawa et distribué par Toei Company.

## Synopsis
Dans le royaume des ours, la reine donne naissance au futur souverain, Lon Lon (aussi dit "Ronron"). Cependant, Demon, un terrible ours, souhaite éliminer la mère et son fils afin d'accéder au trône. Il estime que seul un ours peut gouverner, pourtant, Lon Lon est un panda. Il échoue aux épreuves du fait de sa maladresse et de son manque de courage. Ce manque de qualités pouvant faire de lui le prochain dirigeant contraint sa mère de le forcer à s'exiler afin qu'il effectue ses épreuves de lui-même, de faire face aux difficultés, pour prouver à sa mère et à son royaume qu'il est digne d'être roi. Mais il n'est pas seul : son ami, Finch, l'accompagne tout au long de son périple en quête du courage dont il a besoin.

## Fiche technique
- Titre original : Panda no daibôken, パンダの大冒険
- Titre français : Les Aventures de Panda
- Titre anglais : The Panda's Great Adventure

- Pays d’origine : Japon
- Langue originale : japonais
- Durée : 49 minutes
- Date de sortie 
  - Japon : 17 mars 1973
  - France : 26 janvier 1983

## Doublages

### Voix originales
- Sachiko Chijimatsu : Narratrice

- Eiko Masuyama : Lon Lon (Ronron)
- Keiko Yamamoto : Maman Ours blanc
- Michiko Hirai : Fifi
- Kousei Tomita : Demon (Grand Ours brun)
- Masako Nozawa : Jumbo
- Jōji Yanami : L'ancien
- Hiroshi Ôtake : Donta
- Michiko Nomura : Finch
- Yonehiko Kitagawa : Le dresseur du cirque

### Voix françaises
- Sylvie Feit : Narratrice, Fifi
- Catherine Lafond : Lon Lon (Ronron)
- Béatrice Delfe : Maman Ours blanc
- Henry Djanik : Demon (Grand Ours brun), Jumbo
- Jacques Deschamps : L'ancien, Tora
- Francis Lax : Donta
- Patrick Poivey : Finch
- Jacques Ferrière : Fonch
- Georges Atlas : Le dresseur du cirque, Tournecrotte